# Henrik Allard

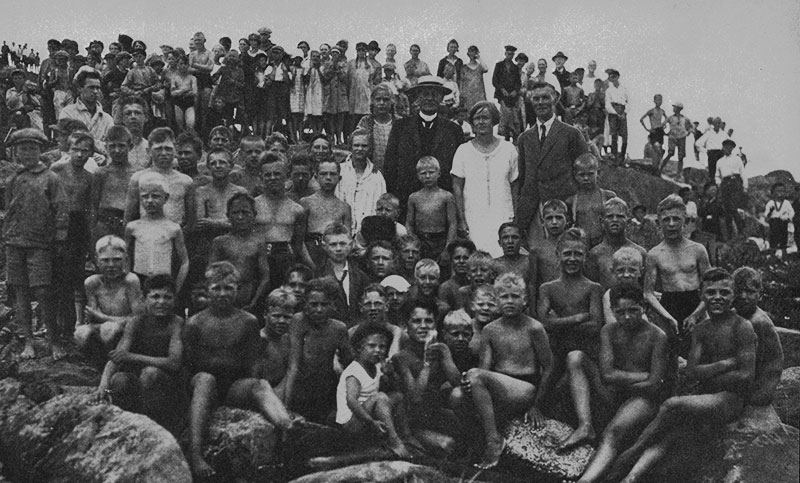
Doktor Allards badbarn i Askim, Göteborg med från vänster Henrik Allard, gymnastikdirektör Berta Grevillius och gymnastiklärare Harry Behre.

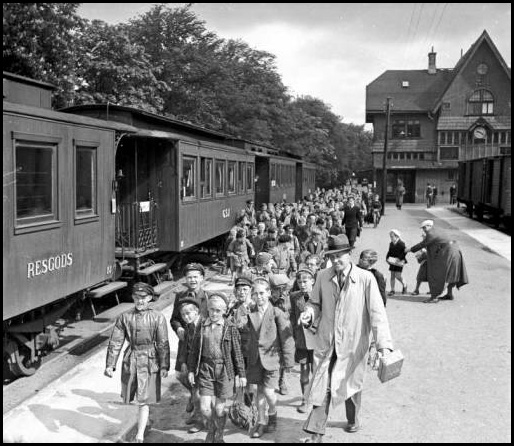
På väg till tåget en mulen dag.

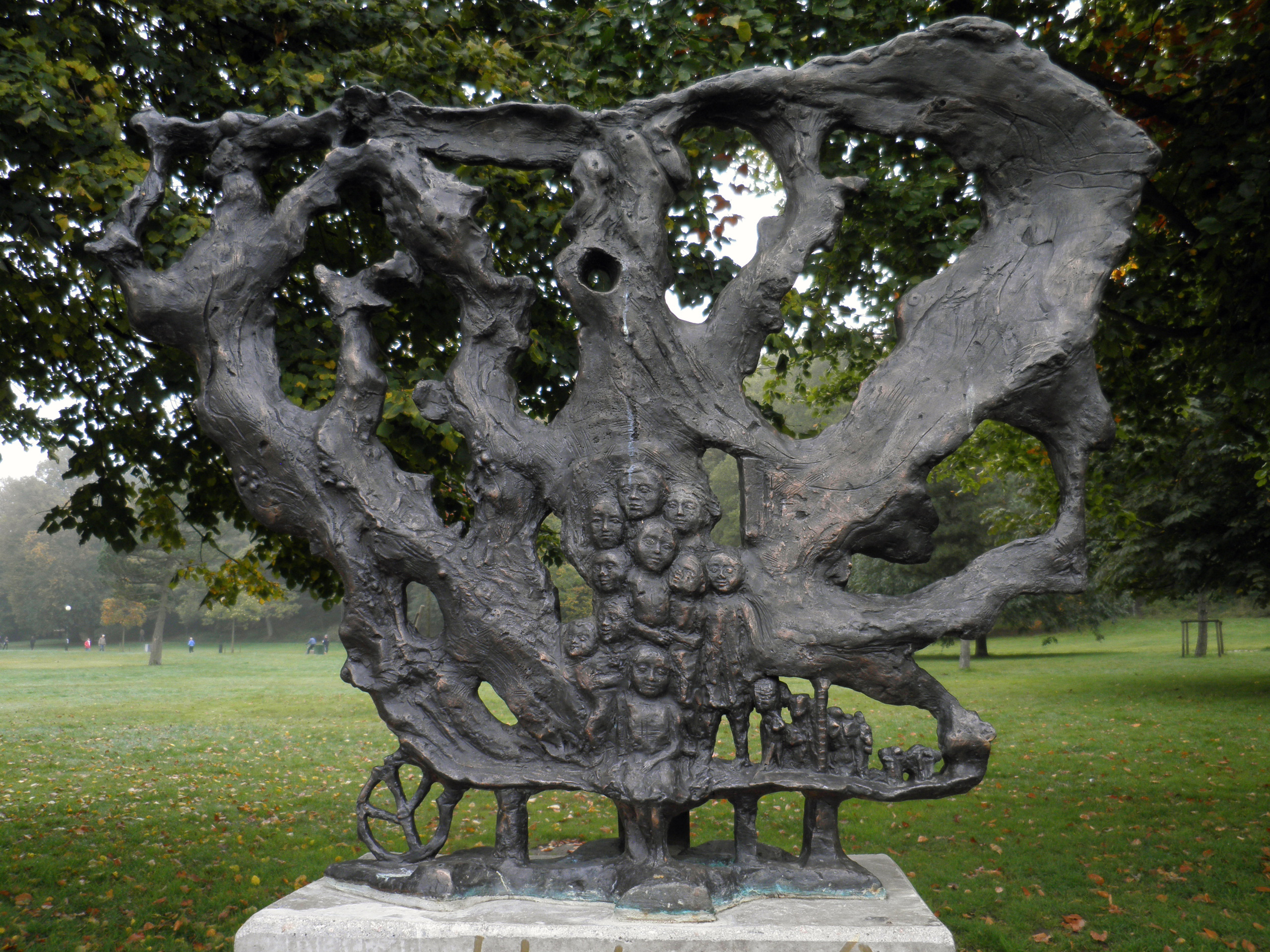
Statyn Badresorna till Askim, oktober 2010

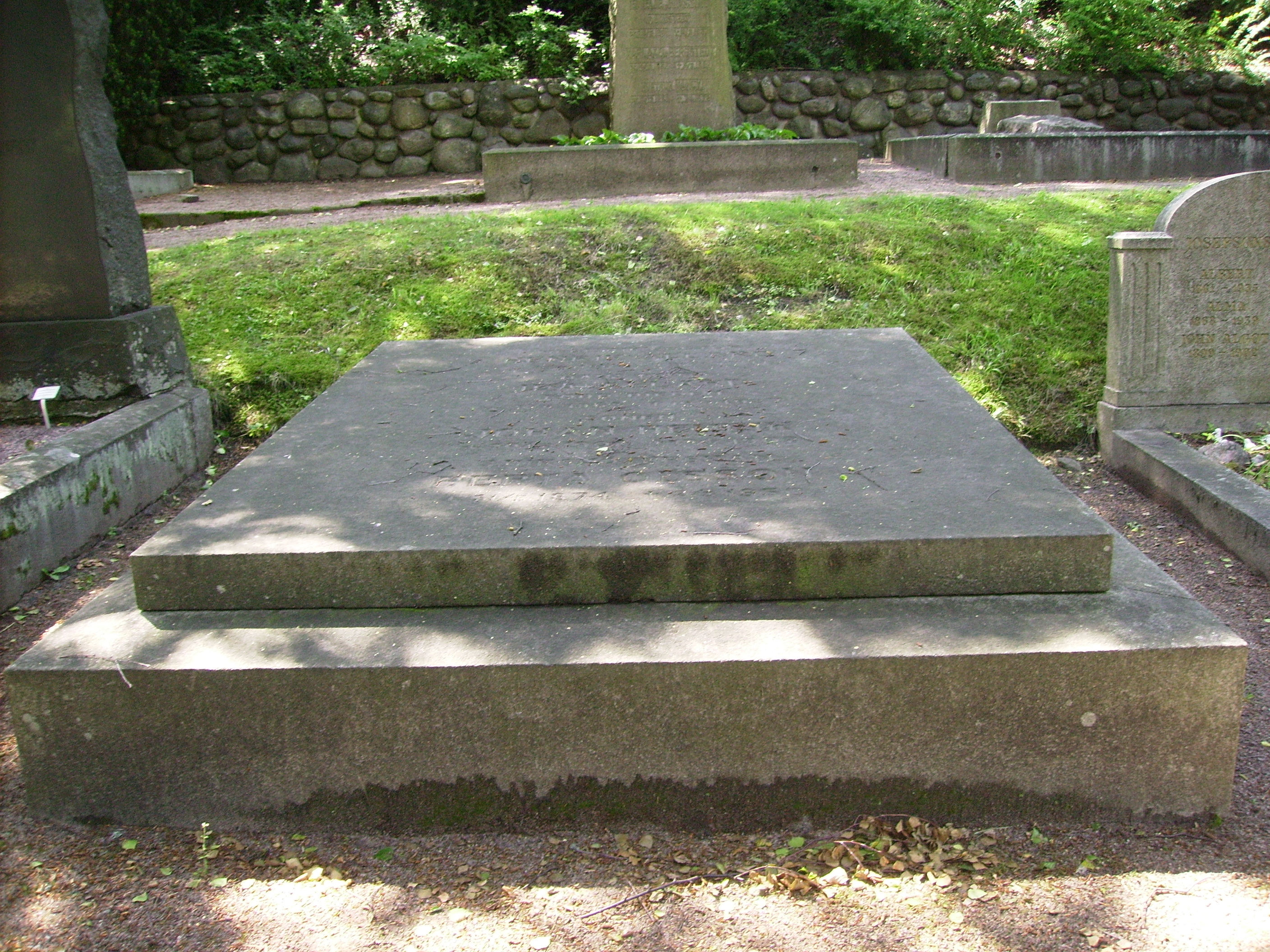
Gravvård på Östra kyrkogården i Göteborg.

Jonas Henrik Allard, född 23 juni 1868 i Åtvids församling, Östergötlands län, död 3 februari 1941 i Tjällmo församling, Östergötlands län, var en svensk läkare.

## Biografi
Allard, som var son till prosten Fredrik Gerhard Allard och Anna Törnwall, gifte sig 1899 med Ida Dieden, dotter till konsul Johan Henrik Dieden och Nathalia Flensburg.
År 1886 avlade han mogenhetsexamen och 1896 medicine licentiatexamen. Legitimerad läkare blev han 1896. Åren 1889-1890 var han amanuens i histologi i Uppsala och oftalmologi 1895, amanuens och underläkare vid Akademiska sjukhuset i Uppsala 1896-1897, andre läkare vid Sahlgrenska sjukhuset 1897-1899. Från 1899 var han praktiserande läkare i Göteborg.

## Doktor Allards badbarn
Allards engagemang för Göteborgs fattiga barn resulterade till en början i ett samarbete med Göteborgs spårvägar från 1917, där utvalda, särskilt klena barn fick resa gratis från Järntorget till friluftsbad under uppsikt av vuxna vid Långedrag. Verksamheten finansierades med anslag från Barnens dag. Behovet var emellertid mycket stort. Sommaren 1922 deltog hela 1500 barn, fördelade på två femveckorsperioder, och spårvägens resurser  räckte därför inte längre till.
Därför flyttades 1923 hela verksamheten till en kuststräcka på stadens mark vid Askim, nära Askims station på Säröbanan dit barnen åkte med tåg. Det första året antogs 1800 barn efter särskild prövning, men detta förfarande med läkarundersökning, registrering och utdelande av fribiljetter, blev för resurskrävande och 1924 kunde man istället ge alla barn under 14 år fri tågresa till Askim måndag till fredag under sommaren. Barnen fick möta upp vid Säröbanans station klockan 9 och för ordningen svarade äldre ungdomar i 15-17-årsåldern. Barnen ställdes upp på led och därefter fylldes järnvägsvagnarna en efter en. En vacker dag kunde det krävas mer än 25 vagnar och då fick extratåg sättas in, så att alla garanterat kom med. Själva resan tog endast 10 minuter och promenaden till badplatsen 15-20 minuter. Under morgonen rekvirerade personalen den volym mjölk som erfordrades och vid middagstid kom en mjölkbil till området. Barnen ställdes upp i  mjölkköer, så att 1500 liter mjölk kunde delas ut på en halvtimma. Vid regn fanns fyra stora paviljonger som gav skydd åt över 2000 barn. Klockan 16.20 kallades barnen med trumpetsignaler till samling och ställdes upp på led för avmarsch till tåget, som var åter i Göteborg klockan 17.15. Eftersom vissa barn hade lång väg till stationen, fanns det från 1932 även fria spårvagnspoletter för dessa.
År 1933 deltog i medeltal 1430 barn under 45 baddagar och under årets rekorddag 5250 barn. Verksamheten var effektivt organiserad och för ordningen svarade endast en gymnastikdirektör och en folkskollärare som hade 23 ungdomar till hjälp. Kostnaden per barn under hela sommaren var totalt 18,50 kr, varav för järnvägsresan 12 kr, för ½ liter mjölk 3,62 kr och för tillsynen 2,97 kr.
I Askim fanns även Skandinaviens största simskola, där Göteborgs folkskolestyrelse sedan 1924 anordnade simundervisning, provtagning och promovering för 1500-2000 barn årligen.

## Eftermäle
Doktor Allard gravsattes på Östra kyrkogården i Göteborg den 8 februari 1941.
År 1949 uppkallades Doktor Allards Gata i Guldheden efter honom och 1973 restes skulpturen Badresorna till Askim vid Linnéplatsen.